# Robert Stanton (acteur)
Pour les articles homonymes, voir Robert Stanton et Stanton.
Robert Stanton est un acteur américain né le 8 mars 1963 à San Antonio.

## Filmographie

### Films & Longs-métrages
- 1988 : Une femme en péril (The House on Carroll Street) : Dionysus
- 1989 : Margaret Bourke-White : Lloyd Smith
- 1990 : Love or Money : Dudley
- 1992 : Une équipe hors du commun (A League of Their Own) : un homme de l’union occidentale
- 1992 : Bob Roberts : Bart Macklerooney
- 1993 : Denis la Malice (Dennis the Menace) : Henry Mitchel
- 1994 : The Cosby Mysteries : M. E. John Chapman
- 1994 : Nuits de Chine (Don’t Drink the Water) : Mr. Burns
- 1996 : Striptease d’Andrew Bergman : Erb Crandal
- 1997 : Washington Square : Arthur Townsend
- 1997 : Hudson River Blues : Jeff
- 1997 : Red Corner : Ed Pratt
- 1998 : Et plus si affinités (Next Stop Wonderland) : Robert
- 1998 : Code Mercury (Mercury Rising) : Dean Crandell
- 2000 : Happy Accidents : un fétichiste
- 2002 : Un Américain bien tranquille (The Quiet American) de Phillip Noyce : Joe Tunney
- 2003 : Président par accident (Head of State) : un conseiller
- 2003 : Budweiser : Relationship Counselor (court-métrage)
- 2004 : Et l'homme créa la femme (The Stepford Wives) : Ted Van Sant
- 2006 : Jugez-moi coupable : Chris Newberger
- 2006 : The Convention (court-métrage) : un bon samaritain
- 2008 : Gigantic : James Weathersby
- 2009 : Confessions d'une accro du shopping : Derek Smeath
- 2009 : Arthur et la Vengeance de Maltazard : Armand, le père d’Arthur
- 2010 : Arthur 3 : La Guerre des deux mondes : Armand, le père d’Arthur
- 2015 : True Story de Rupert Goold : Jeffrey Gregg
- 2016 : Jason Bourne : Gouverneur Lawyer

### Séries télévisées
- 1991 : New York, police judiciaire (Law and Order) : Jed Knox (épisode 2, épisode 2)
- 1994 - 1995 : The Cosby Mysteries : Medical Examiner John Chapman (14 épisodes)
- 1995 : Central Park West : Tom Chasen (2 épisodes)
- 1996 – 1997 :  Cosby : Mr. Acker (2 épisodes)
- 1997 : New York, police judiciaire : Jacob Sutter (saison 8, épisode 4)
- 1998 : Frasier : Ben (épisode The Zoo Story)
- 2000 : Ed : Arthur Daily (épisode Just Friends)
- 2001 : New York 911 : Donald Simkins (épisode Duty)
- 2002 : New York, section criminelle : Dennis Griscom (saison 1, épisode 11)
- 2003 : New York, unité spéciale : P.B.A. Representative (saison 4, épisode 13)
- 2003 : New York, police judiciaire : Tim Grayson (saison 13, épisode 19)
- 2003 : The Brotherhood of Poland, New Hampshire : Dr. Patz (épisode Secrets and Lies)
- 2005 : Jonny Zéro : Stuart (épisode Bounty)
- 2006 : New York, police judiciaire : Douglas Preston (saison 17, épisode 2)
- 2010 : New York, section criminelle : Mr. Nower School Official (saison 9, épisode 16)
- 2011 : Damages : Pasteur Stephen Yates (épisode Next One’s on me, Blondie)
- 2012 : NYC 22 : Steve Cowan (épisode Jumpers)
- 2013 : The Good Wife : Hugh Saxon (épisode Going for the Gold)
- 2013 : Orange is the New Black : Maury Kind (2 épisodes)
- 2014 : Elementary : Stan Kovacevic (épisode The Many Mouths of Andrew Colville)
- 2014 : Alpha House : Van Pingree (épisode Gaffergate)
- 2015 : Blacklist : Verdiant Boss (épisode Eli Matchett)
- 2017 : Mr. Mercedes : Anthony « Robi » Frobisher (10 épisodes)
- 2021 : New Amsterdam : Hank

### Doublage
- 2003 : Manhunt : membre Smilie
- 2006 : Bully : Mr. Galloway